# Philosophia Botanica
Philosophia Botanica ("Botanical Philosophy", ed. 1, Stockholm & Amsterdam, 1751.) fue escrito por el botánico, médico, zoólogo y naturalista sueco Carlos Linneo (1707-1778) que influyó notablemente en el desarrollo de la taxonomía botánica y sistemática en los siglos XVIII y XIX. Es "el primer libro de texto de la botánica sistemática descriptiva y botánico en Latín". También contiene la descripción publicada por primera vez de Linneo de su nomenclatura binomial.
Philosophia Botanica representa una maduración del pensamiento de Linneo en botánica y sus fundamentos teóricos, siendo una elaboración de ideas publicadas por primera vez en su Fundamenta Botanica (1736) y Critica Botanica (1737), y se establece en una forma similar a una serie de  principios (Aforismos). El libro también establece una terminología botánica básica.

El siguiente §79 principio demuestra el estilo de presentación y el método de introducción de las ideas de Linneo.

§ 79 Las partes de la planta son la raíz (base), el rodaje de hoja (herba) y los órganos de la reproducción (fructificatio), el brote de hoja consiste en el tallo (tronco), las hojas (folia), piezas accesorias (puntos de apoyo, de acuerdo con § 84 estípulas, brácteas, espinas, aguijones, zarcillos, glándulas y pelos) y los órganos que hibernan (hibernáculos, según § 85 bulbos y brotes), y que los órganos de la reproducción comprenden el cáliz, corola, estambres, pistilo, pericarpio y receptáculo.

Un análisis detallado se da en la obra de Frans Stafleu Linneo y los Linneanos, pp. 25-78.

## Nomenclatura binominal
Linneo publicó Philosophia Botanica dos años antes que la Flora global en la que introducía nomenclatura binomial de cada especie, Species Plantarum. Utilizó Philosophia Botanica para demostrar la practicidad de su decisión comparando con otras nomenclaturas en uso en ese momento, e introdujo los conceptos taxonómicos que asociaría a las categorías de especie, género y variedad. La mayoría de los géneros eran heredados de autores anteriores prominentes en cada taxón, convenientemente citados al principio del libro junto con sus obras y las bibliotecas donde se podían leer. La nomenclatura utilizada para esa categoría es el nombre del género tal como lo utilizó la autoridad preferida por Linneo para ese género, seguido del autor del concepto taxonómico utilizado, que no necesariamente coincide con el autor de la primera descripción. Muchos nombres de género fueron utilizados ya en obras de la antigua Grecia y ya se había perdido el autor original, la descripción original o la etimología del nombre.
Para entender los objetivos de la Philosophia Botanica, primero es necesario apreciar el estado de Nomenclatura Botánica en el momento de Linneo. De conformidad con lo dispuesto en el actual Código Internacional de Nomenclatura Botánica, el punto de partida para los nombres científicos de las plantas data efectivamente de nuevo a la lista de las especies enumeradas en el libro de Linneo Species Plantarum (primera edición, publicado el 1 de mayo de 1753) Species Plantarum fue, para los científicos europeos, un compendio mundial  de la Flora de aquel momento, y por la 10.ª edición había llegado a más de 3.000 especies. Linnaeus había aprendido los nombres de las plantas como frases descriptivas cortas (polinomios) conocidas como nomina specifica.  Cada vez que se describía una nueva especie, los nombres de las frases de diagnóstico tenían que ajustarse, y las listas de nombres, especialmente aquellas que incluían sinónimos (nombres alternativos para la misma planta) se volvían extremadamente difíciles de manejar. La solución de Linneo fue asociar junto al nombre genérico una sola palabra adicional, lo que él llamó nomen triviale, para designar una especie. Linneo hizo hincapié en que se trataba simplemente de una cuestión de conveniencia, no para reemplazar el diagnóstico del nomen specificum. Pero con el tiempo el nomen triviale se convirtió en el nombre "real" y el nomen specificum se convirtió en el "diagnóstico" latino, de acuerdo con las normas del Código Internacional de Nomenclatura Botánica, que acompaña la descripción de todas las especies de plantas nuevas: era esa parte de la descripción de la planta para distinguir esa especie en particular de todas las demás. Linneo no inventó el sistema binominal, pero él era la persona que proporcionó el marco teórico que condujo a su aceptación universal.
La segunda palabra del binomio, los nomen triviale como Linneo  los llamó, se conocieron posteriormente como el epíteto específico y las dos palabras juntas: nombre genérico más epíteto específico forman el nombre de la especie.

## Contexto histórico de las publicaciones de Carlos Linneo

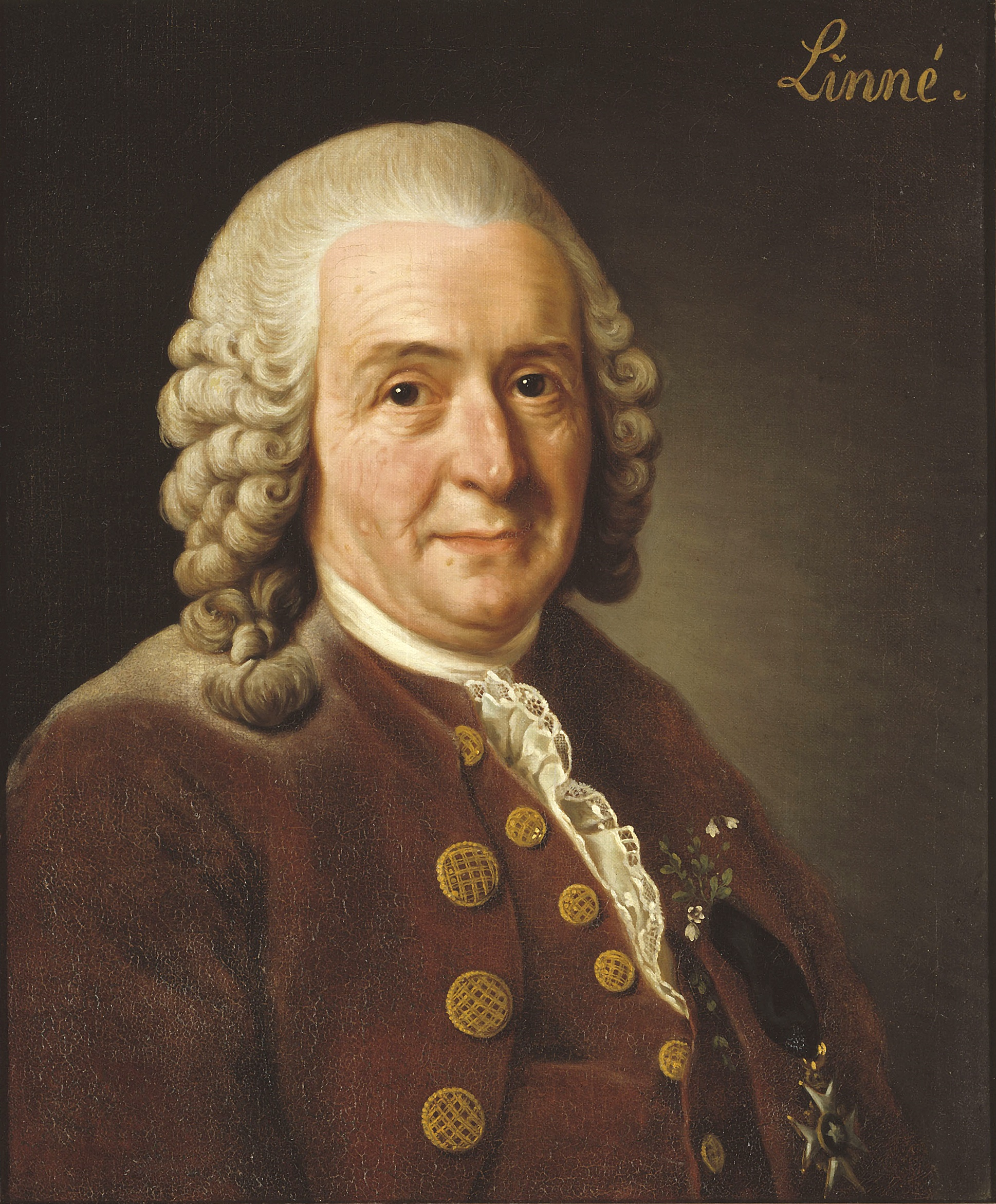
Carl Linnaeus (1707–1778) quien estableció el sistema binomial de nomenclatura botánica

Systema Naturæ fue el primer intento de Linneo para organizar la naturaleza. La primera edición fue publicada en 1735 y en ella expone sus ideas para la clasificación jerárquica del mundo natural (el "sistema de la naturaleza") mediante su división en el reino animal (Regnum animale),, el reino de las plantas (Regnum vegetabile) y el "reino mineral" (Regnum lapideum) cada uno de los cuales se divide en clases, órdenes, géneros y especies, con caracteres genéricos, diferencias específicas, sinónimos, y lugares de ocurrencia. La décima edición de este libro en 1758 fue adoptado como punto de partida de la nomenclatura zoológica. La primera edición de 1735 tenía solo once páginas de extensión, pero fue ampliado con nuevas ediciones hasta que en la final, decimotercera edición de 1767 había llegado a más de 3.000 páginas.
A principios del siglo XVIII, la expansión colonial y la exploración crearon una demanda para la descripción de miles de nuevos organismos. Esto pone de relieve las dificultades en la comunicación acerca de las plantas, la repetición de descripciones, y la importancia de una forma acordada de la presentación, publicación y aplicación de sus nombres. Desde aproximadamente 1730, cuando Linneo tenía poco más de veinte años y todavía en Uppsala, Suecia, planeó una lista de todos los géneros y especies de plantas conocidas por la ciencia occidental en su día. Antes de esto debería lograr lo que necesitaba para establecer los principios de clasificación y nomenclatura en la que estas obras debían basarse.

Nunca podremos aspirar a una paz duradera y mejores tiempos hasta que los  botánicos lleguen a un acuerdo entre ellos que fijen las leyes de acuerdo con que juicio se puedan pronunciar sobre los nombres.

### El período holandés
Desde 1735 hasta 1738 trabajó Linneo en los Países Bajos, donde fue médico personal de George Clifford (1685-1760) un rico comerciante-banquero anglo-holandés con la Compañía de las Indias Orientales Neerlandesas, que tenía un jardín impresionante con cuatro grandes invernaderos que se llenaban con las plantas tropicales y subtropicales recogidas en ultramar. A Linneo le cautivaron estas colecciones y preparó un catálogo sistemático detallado de las plantas de ese jardín, que publicó en 1738 como Hortus Cliffortianus. Fue durante este período excepcionalmente productivo de su vida cuando publicó las obras que iban a sentar las bases de la nomenclatura biológica. Estas fueron: Fundamenta Botanica (1736) ("Fundamentos de la botánica"), Bibliotheca Botanica, 1736), y Critica Botanica (1737) En seguida puso estas ideas teóricas en práctica en su Genera Plantarum ("Los géneros de las plantas", 1737), Flora Lapponica (1737), Clases Plantarum ("clases de plantas", 1738), y Hortus Cliffortianus (1738). Continuó revisando las ideas exploradas en estas obras hasta que, en 1751, finalmente publicó el resultado como Philosophia Botanica ("La ciencia de la botánica") lanzado simultáneamente en Estocolmo y Ámsterdam.

### Species plantarum
Con las bases de la nomenclatura y clasificación de plantas ahora en su lugar Linneo se dedicó a la monumental tarea de describir todas las plantas conocidas en su día y, con la publicación de Species Plantarum en 1753, sus ambiciones de la década de 1730 fueron finalmente logradas. Species Plantarum fue su obra más aclamada y un resumen de todo su conocimiento botánico. Aquí estaba una flora mundial que codificó el uso de la terminología morfológica y actuó como una bibliografía de toda la literatura botánica pre-Linneo de importancia científica. Presentó su nuevo 'sistema sexual' de clasificación de plantas y se convirtió en el punto de partida de la nomenclatura científica botánica de 6.000 de las 10.000 especies que estimó que componía la flora mundial. Aquí también, por primera vez, la especie, en lugar del género, se convierte en la unidad taxonómica fundamental. Linneo definió especie como "... todas las estructuras en la naturaleza que no deben su forma a las condiciones del lugar de crecimiento y otras características ocasionales." También fue la innovación de los ahora familiares nomen triviale  (pl. nomina trivialia) del nombre binario aunque Linneo sigue considerando los nombres reales como la differentiae specificae o "nombres frase" que encarnaban el diagnóstico para las especies - aunque fue finalmente considerar el nombre trivial (epíteto específico) como uno de sus grandes inventos.

### Fundamenta, Critica y Philosophia
La Fundamenta Botanica  ("Los fundamentos de la Botánica") de 1736 constaba de 365 aforismos (principios) con los principios 210-324 dedicadas a la nomenclatura. Siguió a esta forma de presentación en su otro trabajo sobre nomenclatura. Linneo aparentemente consideraba esto como una "gramática y una sintaxis" para el estudio de la botánica.  Los capítulos VII a X con los principios comprendidos  210-324 tienen que ver con la nomenclatura de los géneros, especies y variedades y cómo tratar sinónimos. La Critica Botanica era una extensión de estos capítulos de nomenclatura del  Fundamenta. En Critica Botanica que fue publicado un año más tarde, en julio de 1737, los principios de la Fundamenta se repiten esencialmente sin cambios pero con extensas adicciones en letra más pequeña. Fue esta obra, con afirmaciones dogmáticas, a menudo divertidas y provocativas, lo que era para difundir sus ideas y cautivar intelectos de la talla de Goethe. Fue, sin embargo, desdeñoso de trabajos botánicos distintos de la taxonomía y presentó sus principios como dogma y no razonaba los argumentos.
Estas obras establecieron las reglas básicas en un campo que, en este momento, sólo tenía "acuerdos de caballeros". Convenios tales como: no hay dos géneros que deban tener el mismo nombre; sin mecanismos universalmente aceptados. Genera Plantarum amplió a cinco sus ediciones, la primera en 1737 que contiene una breve descripción de los 935 géneros de plantas conocidas en ese momento. Observando su propio principio de mantener los nombres genéricos como resumen, eufónicos, distintivos y memorables, posiblemente rechazó muchos nombres que le habían precedido, incluidos los de sus compañeros botánicos, de los que no era popular. En su lugar utiliza nombres que conmemoraban a clientes, amigos y compañeros de los botánicos, así como muchos nombres tomados de la mitología griega y romana.

## Evaluación histórica
El sistema de clasificación de Linneo sigue los principios de la lógica aristotélica por la que los sujetos se pueden organizar en clases en la clasificación; distinguiendo las divisiones de clases es la división lógica. El grupo que la divide es el género; las partes en que se divide son las especies. Los términos género y especie adquirieron su uso biológico especializado de los predecesores de Linneo, en particular, Ray y Tournefort. También estaba la cuestión de si las plantas deben a) ponerse juntas o separadas porque se ajustan a una definición (esencialismo) o b) puestas juntas con plantas que tienen características similares en general, independientemente de la definición (empirismo). Linneo se inclinaba a dar el primer enfoque utilizando el método de división lógica sobre la base de la definición, lo que él llamó en Philosophia Botanica §152 la dispositio theoretica -. pero en la práctica se emplea ambos métodos.
Historiador Botánico Alan Morton, aunque elogiando la contribución de Linneo a la clasificación y nomenclatura, es menos elogioso sobre las ideas teóricas expresadas en las publicaciones mencionadas anteriormente:

Linneo fue el maestro de la botánica de su tiempo, y su influencia en el desarrollo de la ciencia botánica poderosa y duradera ... su trabajo demostró el éxito de sus métodos mejorados de descripción, diagnóstico y nomenclatura, e hizo la observación sistemática detallada de la guía y el criterio en taxonomía. ... En sus ideas teóricas, por el contrario, Linneo fue un hombre del pasado que nunca escapó del círculo restrictivo del pensamiento idealista esencialista en la que su entrenamiento de alta escuela  le había confinado. Este fue el trasfondo de las declaraciones contradictorias en la Philosophia, a su estrecho punto de vista de la botánica, su ceguera a los avances en la fisiología de las plantas y la anatomía, [y] su aceptación incondicional de la creación especial.

El historiador de Linneo, cronista y analista Frans Antonie Stafleu señala que la capacitación y el fondo de Linneo era escolástico. Se destacó en la lógica... "que era casi seguro  la lógica aristotélica y tomista lógica que se enseña en las escuelas secundarias de toda Europa".:

Los métodos de Linneo se basaron en principios filosóficos y lógicos 'a priori' suposiciones que perdieron gradualmente su relevancia para las Ciencias Naturales durante el siglo XVIII. Aun así, el resultado directo de su trabajo era saludable: las descripciones fueron estandarizadas, rangos fijados, nombres dados de acuerdo con normas precisas y una propuesta de clasificación que permite el almacenamiento y recuperación de información taxonómica rápida y eficiente. No es de extrañar que gran parte de lo que Linneo propuso estaba a la prueba del tiempo. La designación de especies por nombres binarios que tienen el carácter de las denominaciones de código es sólo un elemento entre muchos que muestran la profunda funcionalidad subyacente de las actividades y publicaciones de Linneo.

El enfoque filosófico de Linneo a la clasificación también se observa por el botánico David Frodin quien observó que la aplicación del methodus naturalis a los libros y personas, así como plantas, animales y minerales, era una marca de vista escolástica del mundo de Linneo:

La mayor parte posterior a Bibliotheca Botanica, en clasificaciones de la literatura botánica, incluidas las entidades geográficas, sería más o menos empíricamente basadas en un destacando conflicto recurrente entre el esencialismo, el empirismo, el nominalismo y otras doctrinas en la teoría y la práctica de cualquier tipo de clasificación .

Por último, el erudito de Linneo William Thomas Stearn ha resumido la contribución de Linneo a la biología de la siguiente manera:

Por la introducción de su sistema binomial de nomenclatura Linneo dio a las  plantas y animales una nomenclatura esencialmente latína como nomenclatura vernácula en estilo pero vinculada a lo publicado, y por lo tanto con relativamente estables y verificables conceptos científicos y por lo tanto adecuado para su uso internacional. Esta fue su más importante contribución a la biología.

## Detalles bibliográficos
Los detalles bibliográficos completos de Philosophia Botanica incluidas las fechas exactas de publicación, paginación, ediciones, facsímiles, breve resumen de los contenidos, la ubicación de las copias, fuentes secundarias, traducciones, reimpresiones, manuscritos, de viajes, y comentarios, se encuentran en Stafleu and Cowan's Taxonomic Literature.